# Советская оккупация Польши

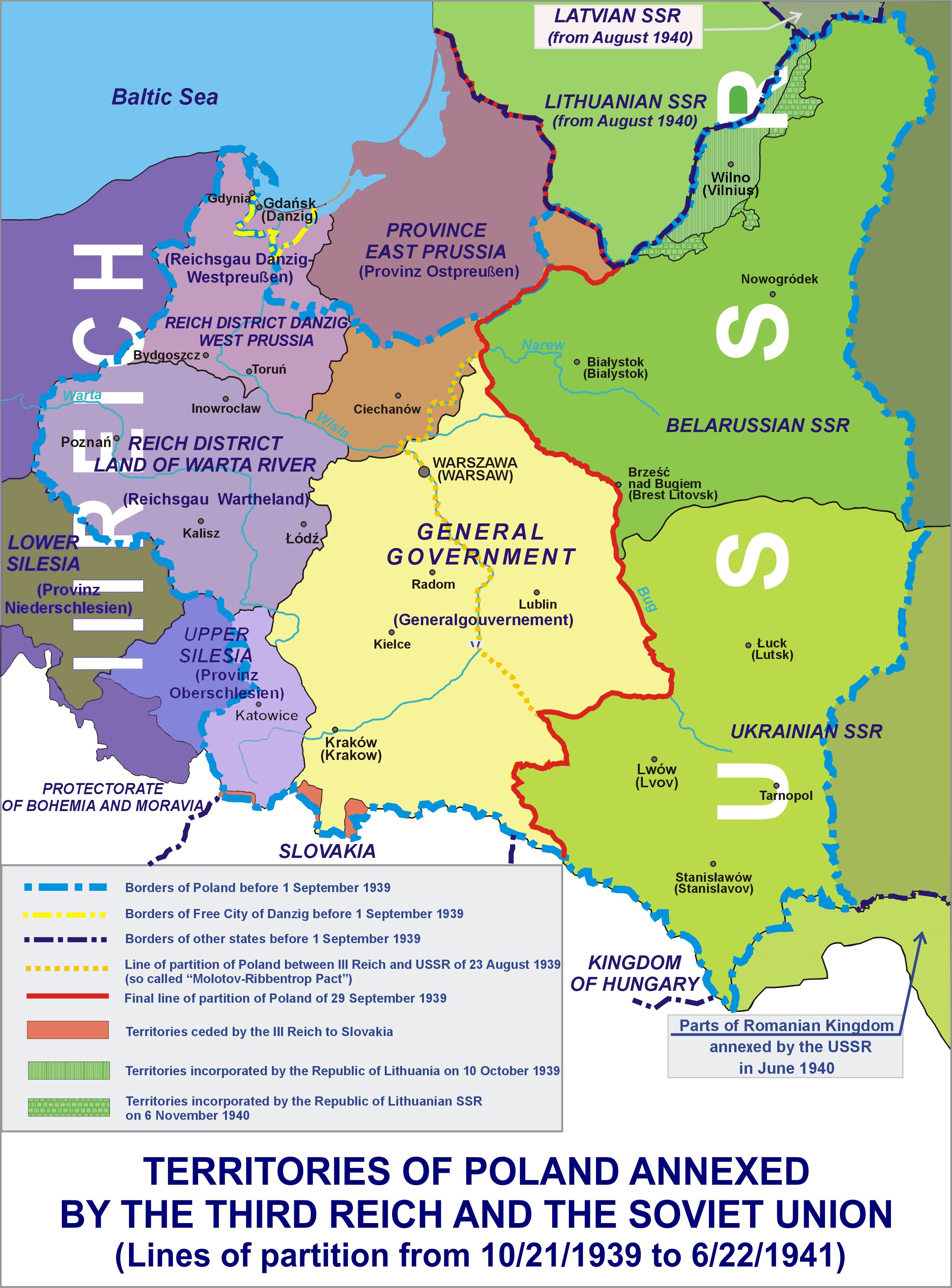
Раздел территории Польши в 1939 году

Советская оккупация Польши — военная оккупация Советским Союзом восточных территорий бывшей Польской Республики и проводимая СССР на этих территориях политика в течение Второй мировой войны, начавшаяся в 1939 году.
23 августа 1939 года СССР и Нацистская Германия подписали пакт Молотова-Риббентропа, в который, помимо всего прочего, входил так называемый «Секретный дополнительный протокол» о разделении «сфер интересов» в восточной Европе. Согласно ему, в частности, западная часть Польши отходила к Германии, а восточная — к СССР. 1 сентября 1939 года войска Вермахта вторглись в Польшу, а 17 сентября на неё совершила нападение Красная армия. Польское сопротивление было полностью подавлено 6 октября.
Под контроль СССР попала территория площадью около 200 тысяч квадратных километров, на которой проживало около 13 700 000 человек, из которых 38% были поляками, 37% — украинцами, 14% — белорусами, 8,4% — евреями, 0,9% — русскими, 0,6% — немцами. Эти земли в основном стали частью Украинской и Белоруской ССР. В состав УССР вошло около 90 тысяч км2 территории с населением примерно 7,5 миллионов человек, в состав БССР — около 105 тысяч км2 с населением примерно 5 миллионов человек. Жители этих территорий принудительно получили советское гражданство.

## Реакция населения
Первоначально местное население восторженно приветствовало советские войска. Так, жители одной деревни построили ворота из соснового дерева, и когда солдаты входили в деревню через них, их окатывал душ из цветов. Но такой приём был вызван скорее тем, что жители не оказались под нацистской оккупацией, а также уходом поляков, также считавшихся оккупантами.
Польские военные не были готовы к советскому вторжению. Этому способствовали в том числе появившиеся слухи о том, что Красная армия пришла на помощь Польше в борьбе с немецкими войсками.
В некоторых городах и сёлах вспыхивали вооружённые восстания ещё до их занятия советскими войсками. Так, 17 сентября 1939 года началось Скидельское восстание. Повстанцы заняли почту, электростанцию, полицейский участок, разоружили польских полицейских и военных, но затем были почти полностью уничтожены. Их остатки позже присоединились к Красной армии. В Гродно также началось восстание, активное участие в котором принимали евреи. Один из защитников города назвал восстание коммунистическо-еврейским бунтом. Стали активно действовать уголовные преступники, часто их жертвами становились евреи.
Однако затем население стало разочаровываться в советской власти. Возникали слухи о готовящихся массовых выселениях и депортациях крестьян. Из-за угрозы коллективизации они стали убивать принадлежащий им скот. Житель деревни Боровичи Ефим Крот заявил: «Надо резать скот, а то всё-равно большевики заберут или в колхоз отдашь». Органы НКВД на новых территориях, в частности, отмечали: «Житель дер. Алексеевичи Брошевичской волости Степан Иванович распространяет слухи, что из деревни будет вывезено около 70 семейств, в связи с этим крестьяне начали подготовку к отъезду, заготавливая печёный хлеб, режут скот и не пускают детей в школу. Житель дер. Субботы Брошевичской волости Гаевкий Адам распространяет слухи, что всех безземельных и малоземельных крестьян вывезут в Сибирь и что большинство крестьян подготовилось к выезду, а некоторые из них готовятся бежать за границу». Недовольство возникало и в городах из-за ухудшения экономической ситуации. Начала развиваться ностальгия по временам Польской Республики. Население старого возраста начало вспоминать австрийское правление, а молодёжь в Западной Украине   вступала в ОУН. Также распространялось убеждение в том, что Англия и Франция вскоре объявят войну СССР и освободят Польшу. Были и призывы к самостоятельной вооружённой борьбе.
Из-за большого количества беженцев с оккупированных Германией территорий Польши разгорались антисемитские настроения.

## Земельная реформа
Многие землевладельцы на оккупированных территориях были арестованы, а их земля распределена между бедными людьми. Однако основная её часть взяло в пользование государство, а крестьяне должны были платить налог в 10% от стоимости полученной земли. Кроме того, её площадь составляла максимум два-три гектара на человека, а некоторые вообще не получали ничего. Это вызвало сильное разочарование в новом режиме.

## Изменения в духовной сфере
Польский язык полностью исчез из официального использования и был заменён на украинский и белорусский языки. Система образования была полностью подчинена советской идеологии, открыто изучение русского языка и русской истории с точки зрения советского руководства. Литература и пресса должны были следовать цензуре, имело место также сожжение книг (одна из таких акций произошла в 1940 году в северо-восточной части Польши), названия улиц переименовывались. Хотя исповедовать какую-либо религию не было запрещено, был наложен запрет на религиозное образование. Очевидцы вспоминали, как советские солдаты рвали изображения польского герба в коридорах школ и издевались над статуями Юзефа Пилсудского.
С другой стороны, новой властью были введены бесплатные образование и здравоохранение, что обеспечило ей некоторую поддержку.

## Репрессии против местного населения

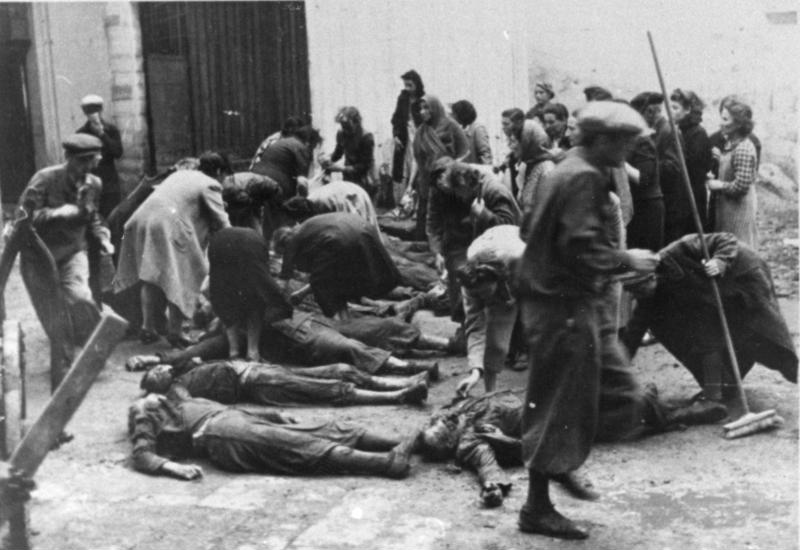
Последствия массовых убийств в городе Тарнополь, 10 июля 1941 года

Советская власть проводила массовые репрессии против людей, которых она считала неблагонадёжными. В Тучине советские солдаты пленили полковника польской армии, убили его из его же собственного револьвера и оставили тело лежать. Недалеко от Львова прошёл одновременный расстрел нескольких сотен польских полицейских. Население облагалось огромными штрафами и налогами. Так, аптекарь из Острога должен был заплатить 5600 рублей, несмотря на то, что его бизнес стоил только 5000. Позже его заведение было закрыто за неуплату. Около 150 тысяч человек были призваны в Красную армию.
В деревне в Полесском воеводстве солдаты взяли в заложники 60-летнего мужчину (вместе с ещё несколькими пленниками), бросили его в яму и разбили ему голову лопатой. В одной из гмин Новогрудского воеводства двенадцать человек были зарублены топорами.
В апреле и мае 1940 года сотрудниками НКВД были проведены массовые расстрелы около 14 700 польских военнопленных офицеров. Эти события стали известны под названием Катынский расстрел.
Начиная с 22 июня 1941 года, после вторжения нацистской Германии в СССР, НКВД стало проводить эвакуации заключённых из тюрем. Они напоминали марши смерти. Если эвакуация срывалась, всех узников убивали. Люди также умирали в пути от голода, жажды и бомбардировок. Те заключённые, на организацию эвакуаций которых не хватало времени, расстреливались прямо в тюрьмах (Расстрелы заключённых НКВД и НКГБ (1941)). В тюрьме Луцка из двух тысяч заключённых выжили только 90. Общее число жертв такой политики, по разным оценкам, достигает 150 тысяч человек.
Кроме того, советская власть продолжала попытки ликвидировать польскую католическую церковь. К примеру, в монастырь в Чорткове ворвались солдаты, которые убили восемь его служащих. Позднее, 4 июля 1941 года, монастырь был сожжён.
Оценка точного числа арестованных польских граждан до сих пор остаётся сложной задачей. Согласно данным из советских архивов, с 1939 по 1941 год было арестовано от 90 до 100 тысяч человек. В Западной Белоруссии арестам подверглись 43 тысячи человек, в Западной Украине — 65 тысяч. Задерживались в основном политические и общественные деятели, сотрудники государственного и местного аппарата управления прежнего польского государства, владельцы крупных поместий и предприятий. До начала Великой Отечественной войны прошло семь волн массовых арестов.
После начала освобождения территории бывшей Польши Красной Армией возобновились массовые аресты и казни. В Люблине было арестовано более 50 тысяч человек за период с июля 1944 по июнь 1945 года. Репрессии коснулись в том числе бывших военнослужащих Армии Крайовой. Как минимум 12 бывших командиров армии были повешены, а 3 — расстреляны. В Люблине повстанцы в конце лета 1944 года были заключены в Майданек, бывший нацистский концентрационный лагерь, который потом стал использоваться советскими властями как лагерь для интернированных.
Население также вовлекалось в принудительный труд.

## Депортации

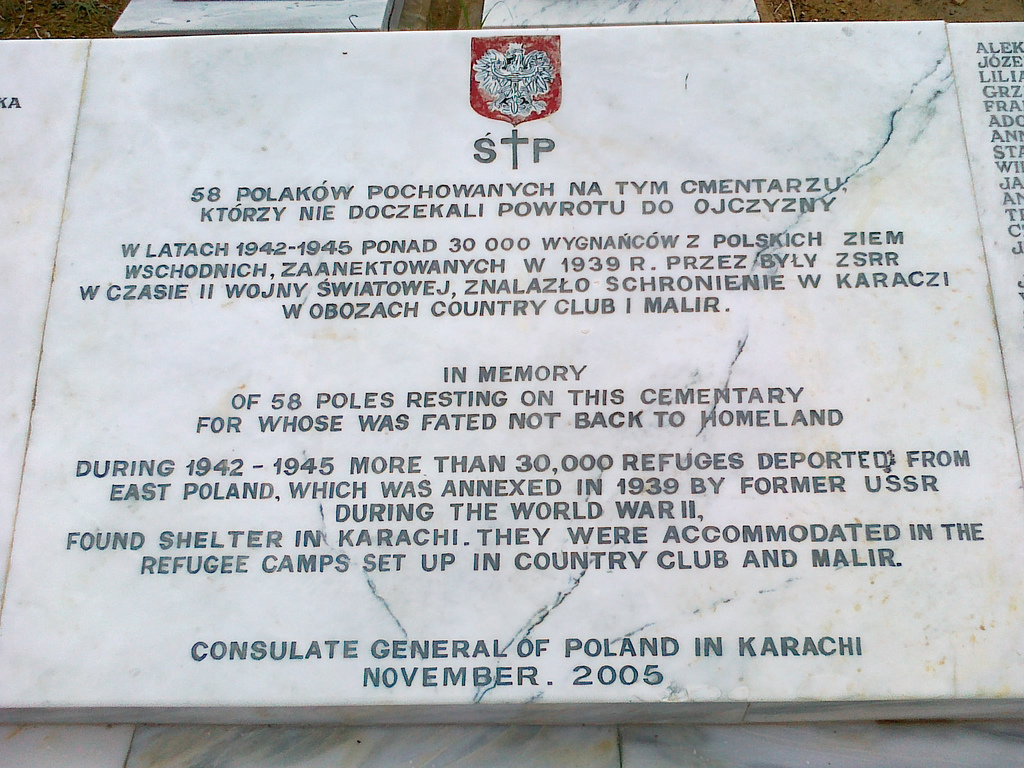
Мемориальная доска, посвящённая группе депортированных поляков, нашедших убежище в Карачи

От 1,2 до 1,7 миллионов поляков были депортированы в Советский Союз за период оккупации, где многие из них умерли. Они переселялись в центральные и северные области СССР (Вологодская, Иркутская, Свердловская, Кировская, Новосибирская области и Коми), а также в северный Казахстан. 180 тысяч польских граждан за период с июня 1940 года по июнь 1941 года были высланы в СССР как военнопленные. 440 тысяч человек были отправлены в трудовые лагеря и тюрьмы. Около 250 тысяч депортированных оказались детьми до 14 лет. На Колымских золотых приисках смертность среди заключённых поляков достигала 50%.
До начала Великой отечественной войны состоялись четыре крупные операции по депортации: в феврале, апреле и июне 1940 г и в мае-июне 1941 г. Самая первая из них состоялась 10 февраля 1940 года на основании решения Политбюро ЦК КПСС и СНК СССР от начала декабря 1939 года. Тогда было депортировано 89 тысяч человек из Западной Украины и около 51 тысячи — из Западной Белоруссии. Также принудительному переселению подлежали семьи ранее арестованных людей. Граждане Польши из этой категории были высланы в Казахскую ССР. Кроме того, 2 марта 1940 года началось выселение беженцев с оккупированной нацистской Германией территории Польши. Условия жизни депортированных были плохими: люди массово гибли от эпидемий различных болезней и голода. После присоединения Бессарабии и Северной Буковины к СССР 13-16 тысяч польских граждан из Львовской области и Волыни были выселены на эти территории.
С приграничной территории шириной около одного километра люди также выселялись. Многие деревни и маленькие города в результате оказались заброшенными частично или полностью. Позже они уничтожались. В городе Пшемысль один район полностью лишился своего населения.

## Пропаганда
Советская пропаганда старалась убедить местное население, что оно почти двадцать лет страдало под гнётом польского государства. Советские листовки призывали польских солдат направить оружие против их «истинных врагов» — капиталистов и помещиков. Одна из них гласила: «Полякам, панам, собакам — собачья смерть!». Когда Красная армия вошла в Свислочь, советские офицеры произнесли речь, где сказали, в частности: «Двадцать лет вы жили под ярмом правителей, пивших вашу кровь, и теперь мы дали вам свободу». После занятия деревни Машув в Волынском воеводстве офицеры заявили, что они приносят свободу и равенство для всех классов. По домам ходили советские политруки и вели среди жителей агитацию.

## Сотрудничество с советской властью
Некоторые люди считали себя в СССР свободными, и поэтому отправлялись на его территорию вместе с депортированными. В частности, некоторые добровольно шли работать на советскую промышленность, было также небольшое количество врачей, пожелавших работать в СССР, а также несколько маленьких групп музыкантов. Однако общий процент таких людей в соотношении с общим количеством жителей Польши, попавших под советскую власть, был ничтожным. Беженцы из оккупированных Германией территорий Польши не могли поддерживать себя в достатке, поэтому некоторые из них шли на работы в СССР. Это стало массово использоваться в пропагандистской кампании. Так, 21 декабря 1939 года газета Czerwony Sztandar (Львов) заявила, что 15 тысяч человек якобы отправились добровольно из Западной Украины в Донбасс.
Из добровольцев формировались вооружённые отряды так называемой «Рабочей гвардии», в задачи которой входили аресты и истребление классовых врагов.

## Общий ущерб
Материальные потери населения оккупированной СССР части Польши оцениваются в 2,176 миллиона злотых.